# Esther Knorr-Anders
Esther Knorr-Anders (* 9. März 1931 in Königsberg i. Pr.) ist eine deutsche Journalistin und Schriftstellerin.

## Leben
Am Ende des Zweiten Weltkrieges erlebt und durchleidet Esther Knorr-Anders die Flucht aus Ostpreußen. In den Sechziger Jahren des 20. Jahrhunderts beginnt sie in der Bundesrepublik mit dem Schreiben erzählender Prosa. Seit den Achtzigerjahren ist sie vorwiegend journalistisch tätig; sie schreibt u. a. Reportagen und Kritiken für die Zeit, die Welt, die Süddeutsche Zeitung, den Wiesbadener Kurier, das Ostpreußenblatt/Preußische Allgemeine Zeitung sowie die Junge Freiheit. Knorr-Anders, die in Wiesbaden lebt, erhielt u. a. 1972 den Hörspiel- und Erzählerpreis der Stiftung Ostdeutscher Kulturrat, 1977 den Journalistenpreis der Freien Wohlfahrtspflege, 1980 die Ehrengabe zum Andreas-Gryphius-Preis sowie 1990 den Emma-Journalistinnen-Preis.

## Werke
- Die Falle, Regensburg 1966
- Kossmann, Regensburg 1967
- Die Packesel, Freiburg (Breisgau) [u. a.] 1969
- Blauer Vogel Bar, Wien [u. a.] 1970
- Der Gesang der Kinder im Feuerofen, Stierstadt im Taunus 1972
- Örtel und Aderkind, Dortmund 1973
- Das Kakteenhaus, Leverkusen 1975
- Ein Mordsspaß oder Wäre es nicht gerade Zeit gewesen, Köln 1975
- Frau Models Haus am Wasser, Leverkusen 1976
- Jakob und Darja, Köln [u. a.] 1977
- Der Tod im Kinderwagen, Dillingen 1977
- Ligurische Küste, München [u. a.] 1985 (zusammen mit Martin Thomas)
- Franken, München 1987 (zusammen mit Richard Mayer)
- Neuschwanstein, Hohenschwangau, Linderhof, München [u. a.] 1989 (zusammen mit Gregor M. Schmid)
- Salzburg, München 1991
- Steiermark, München 1994 (zusammen mit Joachim Holz und Alice Ohrenschall)
- Münsterland, München 1995 (zusammen mit Gerhard P. Müller und Alice Ohrenschall)
- Der romantische Rhein, München 1995 (zusammen mit Axel M. Mosler und Alice Ohrenschall)
- Wiesbaden für alte und neue Freunde, Bambrug 1999 (zusammen mit Wolfgang Eckhardt)
- Die Nebel des Eros, Wiesbaden 2003
- Halb zog sie ihn, halb sank er hin, Wiesbaden 2004